# Вилхелм Щрекер
Вилхелм Щрекер (на немски: Wilhelm Strecker), известен и като Рашид паша, е османски генерал от немски произход. Участник в Руско-турската война от 1877 – 1878 година, началник на милицията (войската) на Източна Румелия от 1879 до 1884 година.

## Военна кариера
Щрекер започва военната си служба в пруската армия през 1848 година. Първоначално служи в егерски батальон, а по-късно се прехвърля в артилерията. През 1852 година завършва артилерийско-инженерно училище в Берлин. През 1854 година (след избухването на Кримската война) постъпва на османска служба, в съставения с британски средства англо-германски легион („Turkish contingent“) в Цариград. Войната приключва преди изпращането на легиона на фронта. Щрекер остава в османската армия. Служи в Армения (Ерзинджан и Ерзурум), а междувременно (от 1857 до 1859) е британски консул в Ерзурум.
След Армения Щрекер е прехвърлен във войските, разположени в Североизточна България. Там служи от 1860 до 1867 година и работи за усилване на османските крепости по Дунава. От 1875 е със звание генерал-майор (бригаден генерал). По време на Руско-турската война, избухнала през 1877 година, Щрекер командва артилерията на крепостта Варна, която остава извън обсега на руското настъпление. В края на войната е назначен за инспектор на артилерията в корпуса, определен за отбрана на Цариград от проникналите в околностите му руски войски. Санстефанският договор е подписан преди Щрекер да вземе пряко участие в бойните действия.
През август 1879 година генерал Щрекер е назначен за началник на милицията на Източна Румелия. Задържа се на поста до януари 1884 година. Като поставеник на османския султан, той се старае да противодейства на стремежите за засилване и използване на въоръжените сили на автономната област за присъединяването ѝ към Княжество България. Намалява общия състав на милицията, осуетява организирането на резерва и съкращава драстично броя на руските офицери.
Обратно в Цариград през 1884 година Щрекер е повишен в генерал–лейтенант и служи в османското Министерство на войната (в състава на Артилерийско-инженерен комитет). През 1883 е номиниран за генерал-губернатор на Ливан, но назначаването му е осуетено от Франция.

## Изследвания
Щрекер използва опита от дългогодишната си служба в Османската империя за написването на географски и исторически съчинения:
- „Zur Geographie von Hocharmenien“ (топография на арменските земи под османска власт, издадена през 1869 година в „Zeitschrift der Gesellschaft für Erdkunde zu Berlin“)[1]
- „Über den Rückzug der Zehntausend“ (Берлин, 1886, за предполагаемия маршрут на атинянина Ксенофонт и съратниците му в Древността)[1][3]
- „Bemerkungen über den russisch-türkischen Krieg 1877/78 und Beitrag zur Geschichte desselben“ (сведения и материали за руско-турската война, събрани приживе от Щрекер в отговор на проруските изследвания и публикувани след смъртта му, през 1892, в берлинското списание „Militärwochenblatt“, притурки №8 и 9)[3]